# Ul'janovskij rajon (Oblast' di Ul'janovsk)
L'Ul'janovskij rajon (in russo Ульяновский район?) è un rajon dell'Oblast' di Ul'janovsk, nella Russia europea, il cui capoluogo è Išeevka e  ricopre una superficie di 1273 chilometri quadrati.